# David Jonathan Gross
David Jonathan Gross ili samo David Gross (Washington, 19. veljače 1941.), američki fizičar. Diplomirao (1962.) na Hebrejskom sveučilištu u Jeruzalemu, doktorirao (1966.) na Kalifornijskom sveučilištu u Berkeleyu. Bio je profesor na Princetonskom sveučilištu (od 1969. do 1997.), ravnatelj Instituta za teorijsku fiziku Kavli na Kalifornijskom sveučilištu u Santa Barbari (od 1997. do 2012.). Bavi se teorijom struna i kvantnom kromodinamikom. Otkrio je da se kvarkovi kada su dovoljno blizu jedan drugomu gibaju gotovo kao slobodne čestice, a da su na određenim udaljenostima privlačne sile među njima tako jake da se ne mogu odvojiti kao zasebne čestice. Za otkriće asimptotske slobode u teoriji jakoga međudjelovanja s H. D. Politzerom i F. A. Wilczekom 2004. dobio Nobelovu nagradu za fiziku. Član je Američke akademije umjetnosti i znanosti (od 1985.), Nacionalne akademije znanosti SAD-a (od 1986.) i Kineske akademije znanosti (od 2011).